# Epicypta intermedia
Epicypta intermedia är en tvåvingeart som beskrevs av Edwards 1929. Epicypta intermedia ingår i släktet Epicypta och familjen svampmyggor.
Artens utbredningsområde är Filippinerna. Inga underarter finns listade i Catalogue of Life.